# Halchita, Utah
Halchita, Utah (енгл. Halchita) насељено је место без административног статуса у америчкој савезној држави Јута.

## Демографија
По попису из 2010. године број становника је 266, што је 4 (-1,5%) становника мање него 2000. године.
| Група             | 2000.    | 2010.    |
| Белци             | 5 (1,9%) | 2 (0,8%) |
| Афроамериканци    | 0 (0,0%) | 0 (0,0%) |
| Азијати           | 0 (0,0%) | 0 (0,0%) |
| Хиспаноамериканци | 0 (0,0%) | 3 (1,1%) |
| Укупно            | 270      | 266      |